# Nunatak Valladares
Nunatak Valladares är en nunatak i Antarktis. Den ligger i Västantarktis. Argentina, Chile och Storbritannien gör anspråk på området. Toppen på Nunatak Valladares är 36 meter över havet.
Terrängen runt Nunatak Valladares är kuperad åt nordost, men åt sydväst är den platt. Trakten är obefolkad. Det finns inga samhällen i närheten.